# روجر غاليرا فلوريس
روجر غاليرا فلوريس (بالبرتغالية: Roger Galera Flores‏) المعروف باسم روجر (ولد في 17 أغسطس 1978) لاعب وسط مهاجم برازيلي سابق. كان اللاعب موهوب بقدمه اليسرى الذي تفوق بها بالمراوغة والتقنية وتجاوز المدى والتصويب القوي.

## المسيرة الرياضية
ولد روجر في ريو دي جانيرو وبدأ مسيرته الاحترافية مع فلومينينسي تحت قيادة المدرب كارلوس ألبرتو بيريرا في عام 1999. كان اللاعب الرئيسي في فوز فلومينينسي بدوري الدرجة الثالثة وكان رمزا لإعادة هيكلة النادي. قارنه باريرا ذات مرة بدييغو مارادونا بسبب أسلوبه المتشابه. بعد موسم ناجح نسبياً في الدوري انتهى باحتلاله المركز الثاني فإن روجر شارك في نقاش في استراحة ما بين شوطي مباراة تحديد الهابط ضد ساو كايتانو وغادر الملعب. خسر فلوميننسي تلك المباراة وفشل في الصعود.
في عام 2004 لعب روجر للبرازيل في مباراة ودية ضد هايتي. سجل هدفين في المباراة التي انتهت بفوز البرازيل 6-0. لعب أيضا لمنتخب البرازيل تحت 23 سنة في دورة الألعاب الأولمبية الصيفية 2000 في سيدني حيث خرج من الدور الربع النهائي على يد الكاميرون التي توجت لاحقا بالميدالية الذهبية.
انتقل روجر إلى بنفيكا البرتغالي لفترة وجيزة لمدة ستة أشهر في عام 2001 مقابل مبلغ 6 ملايين دولار أمريكي. ومع ذلك لم يتأقلم وعاد إلى فلومينينسي (على سبيل الإعارة) فقط بعد 6 أشهر من الصفقة. عاد روجر إلى بنفيكا في عام 2002. في عام 2004 عاد روجر إلى فلومينينسي مرة أخرى لكنه لم يلعب كما كان في السنوات السابقة.
في عام 2005 استحوذ كورينثيانز على روجر مقابل مبلغ 7 ملايين دولار أمريكي. في أواخر أكتوبر 2005 كسرت ساقه في المباراة التي انتهت بالتعادل 1-1 مع فاسكو دا غاما الذي أخرجه لبقية البطولة. منذ ذلك الوقت تعافى من الإصابة وظل يلعب مرة أخرى منذ يناير 2006.
في 13 يوليو 2007 وقع مع فلامنغو على عقد إعارة لمدة ستة أشهر.
في 17 يناير 2008 وقع روجر عقدًا مع غريميو بورتو أليغرينزي. في يوليو وقع روجر عقدًا مع نادي قطر القطري وغادر غريميو بورتو أليغرينزي.
في 4 فبراير 2010 غادر روجر الشرق الأوسط ووقع عقدًا مع كروزيرو للعب كأس ليبرتادوريس.

## الإنجازات

### مع الأندية
- فلومينينسي
  - كأس ريو (1): 1998
  - الدرجة الثالثة (1): 1999
  - بطولة كاريوكا (1): 2002
- بنفيكا
  - كأس البرتغال (1): 2003-04[3]
  - كأس السوبر البرتغالي (1): 2005
- كورينثيانز
  - الدرجة الأولى (1): 2005
- كروزيرو
  - بطولة مينيرو (1): 2011

### الشخصية
- جائزة الكرة الذهبية البرازيلية (1): 2001
- تشكيلة الموسم في الدوري البرازيلي الدرجة الأولى (1): 2005[4]